# Sviatoslav Vakartxuk

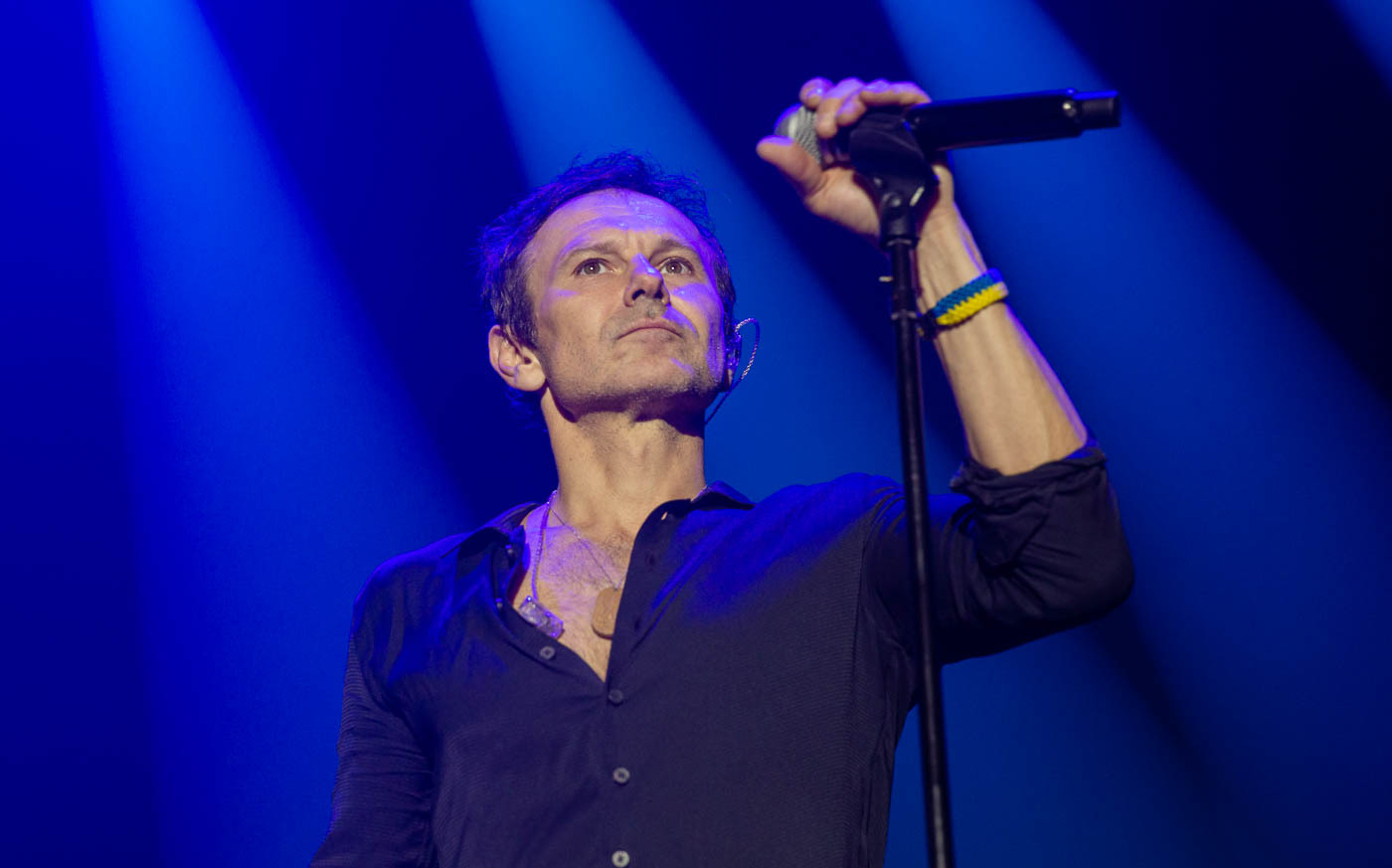
Sviatoslav Vakartxuk (2022)

Sviatoslav Ivànovitx Vakartxuk (en ucraïnès: Святосла́в Іва́нович Вакарчу́к; Mukàtxeve, 14 de maig de 1975) és el cantant i líder del grup ucraïnès Okean Elzy, una de les formacions de música rock més populars d'Ucraïna.
La revista ucraïnesa Korrespondent el va classificar entre les cent persones més influents a Ucraïna (el 2008 ocupava el lloc 55).

## Biografia
Sviatoslav Vakartxuk és el fill d'Ivan Vakartxuk, un professor de física de la Universitat de Lviv que també va arribar a ser Ministre d'Educació i Ciència sota el govern de Víktor Iúixtxenko. Estudià física i obtingué el seu diploma de física teòrica.
Sviatoslav, que és un dels músics més excitosos i famosos d'Ucraïna amb el seu grup Okean Elzy, va ser molt actiu donant suport a la Revolució taronja. Participa a diversos projectes socials i culturals.
Durant les eleccions parlamentàries del 30 de setembre de 2007 es va presentar com a candidat independent a la llista de la Nostra Ucraïna (era el núm. 15). Va participar en el comitè parlamentari pel que fa a les qüestions de llibertat d'expressió al Parlament ucraïnès. A principis del 2008 va renunciar al seu càrrec arran de la crisi política que va afectar Ucraïna aquell any.
A més de la seva carrera a dintre de la formació Okean Elzy, el 2008 Sviatoslav Vakartxuk va encetar un projecte de solista tot i que l'àlbum "Vnotxi" ('De nit') va comptar amb la participació de diversos membres del grup i d'altres músics prestigiosos.

## Pershiy mil'yon ("primer milió")

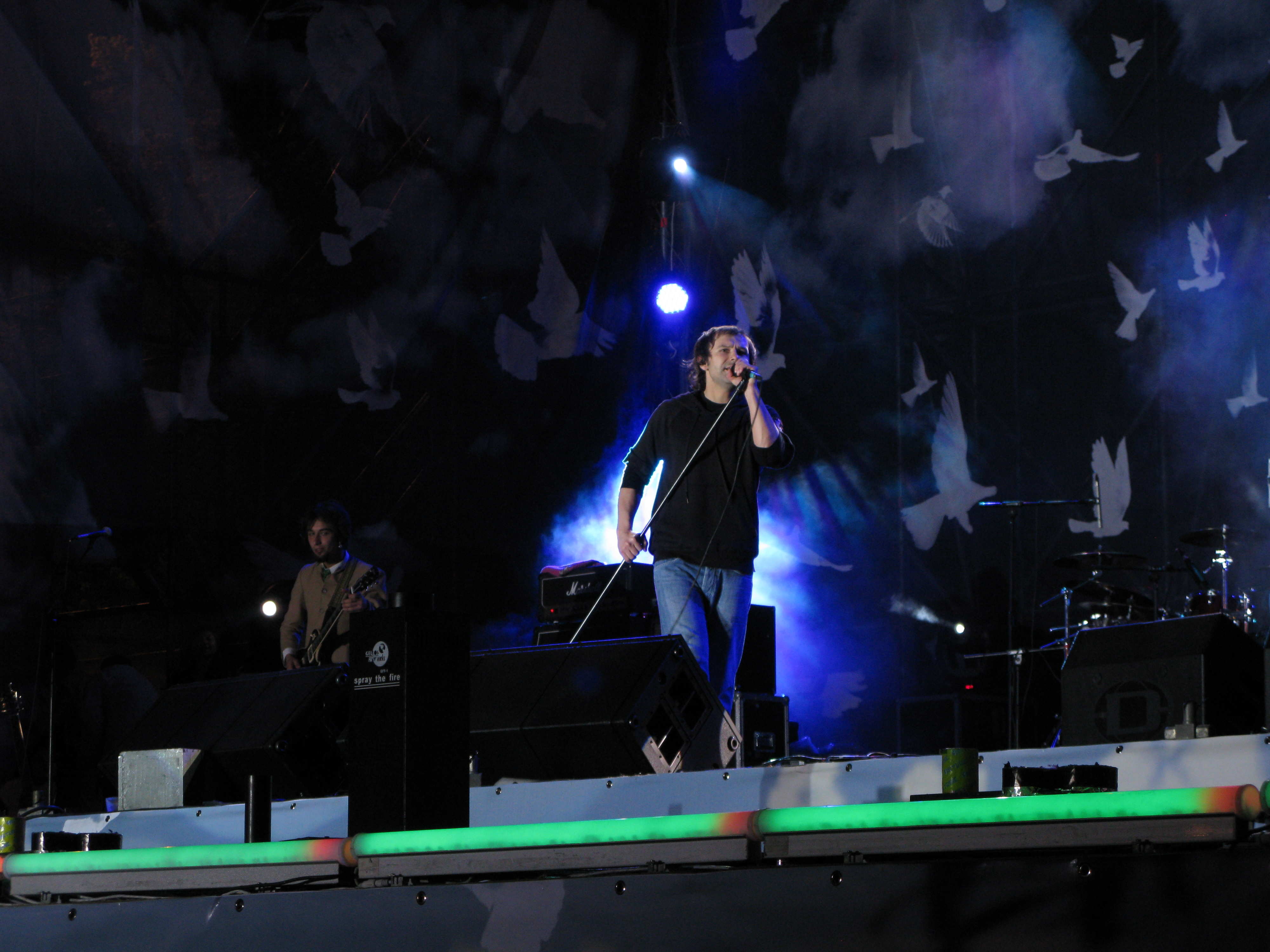
Vakartxuk durant un concert a Kharkiv el 2008 amb Okean Elzy

Vakartxuk va respondre correctament a totes les preguntes de la versió ucraïnesa de Who Wants to Be a Millionaire? i va guanyar un premi d'1 milió de hryvnas.

## Discografia com a solista
- Вночі (2008)
- Брюссель (2011)